# Patagonische tinamoe
De Patagonische tinamoe (Tinamotis ingoufi) is een vogel uit de familie tinamoes (Tinamidae). De wetenschappelijke naam van de soort is voor het eerst geldig gepubliceerd in 1890 door Oustalet.

## Beschrijving
De patagonische tinamoe wordt ongeveer 35 cm groot. De rug is grijs met zwarte stippen, de keel wit en de buik heeft een kaneelkleur.

## Voedsel
De patagonische tinamoe eet vooral vruchten op de grond en, maar ook ongewervelden, bloemen, zaden, bladeren en wortels.

## Voortplanting
Het mannetje paart met ongeveer vier vrouwtjes, die de eieren in een nest tussen het struikgewas legt. Het mannetje broedt de eieren uit en voedt de jongen op.

## Voorkomen
De soort komt voor in de Zuidkegel in zuidelijk Chili en zuidwestelijk Argentinië.

## Beschermingsstatus
Op de Rode Lijst van de IUCN heeft de soort de status niet bedreigd.